# Backetjärnen, Bohuslän
Backetjärnen är en sjö i Munkedals kommun i Bohuslän och ingår i Örekilsälvens huvudavrinningsområde. Backetjärnen ligger i Kynnefjäll Natura 2000-område.